# Thelaira chrysopruinosa
Thelaira chrysopruinosa är en tvåvingeart som beskrevs av Chao och Shi 1985. Thelaira chrysopruinosa ingår i släktet Thelaira och familjen parasitflugor. Inga underarter finns listade i Catalogue of Life.